# جيمي فيرلي
جيمي فيرلي (بالإنجليزية: Jamie Fairlie)‏ هو لاعب كرة قدم بريطاني، ولد في 1 مايو 1957 في بيلستون ‏ في المملكة المتحدة. لعب مع نادي ماذرويل وهاميلتون أكاديميكال.